# 比亞迪電子
比亞迪電子（國際）有限公司 (港交所：285)，簡稱比亞迪電子，是比亞迪的子公司，主要從事手機元件及模組製造商，以及提供手機組裝服務。公司主要客戶是手機生產商(OEM)，包括諾基亞。
比亞迪在2007年於香港交易所以紅籌股形式上市，招股價每股$10.75港元。不過，因香港股市走勢轉差及比亞迪面對競爭對手富士康的訴訟，它自上市首日起已跌破招股價。